# Station Dordrecht Stadspolders
Station Dordrecht Stadspolders is een halte, gelegen in de Dordtse wijk Stadspolders, aan de enkelsporige MerwedeLingelijn (het gedeelte van de Betuwelijn tussen Geldermalsen en Dordrecht) in de Nederlandse provincie Zuid-Holland. Het gedeelte van deze lijn tussen station Dordrecht en deze halte is dubbel uitgevoerd en ook op de halte zelf is er gelegenheid voor de treinen om elkaar te kruisen.
De halte werd geopend op 27 mei 1990, omdat in de Stadspolders een grote nieuwbouwwijk verrees. De stoptrein stopte er aanvankelijk eens per uur per richting. Sinds 2011 stopt er elk kwartier in elke richting een trein.
Sinds 10 december 2006 exploiteerde vervoerder Arriva de treindienst op het traject Dordrecht - Geldermalsen en rijdt er ieder halfuur een stoptrein over het complete traject. Arriva reed sinds september 2011 (oorspronkelijke planning was 2009) bovendien een extra trein tussen Dordrecht en Gorinchem, waardoor op dit traject een kwartierdienst is ontstaan. Hiervoor zijn er extra treinstellen van de Spurt in dienst genomen. 
Op 9 december 2018 is de exploitatie in handen van Qbuzz gekomen. Deze reed nog lang met dezelfde treinstellen en in de originele kleuren, alleen werd over het logo van Arriva een sticker van R-net geplakt. In de loop van 2019 werden de treinstellen gereviseerd en in de kleuren van R-net gereden.
Sinds 15 september 2011 is het mogelijk om te reizen met de OV-chipkaart op het traject van de MerwedeLingelijn.
De beide perrons liggen vrij hoog op een talud, maar er is geen lift of roltrap aanwezig, wel een trap en een baan voor rolstoelers en fietsers.

## Afbeeldingen

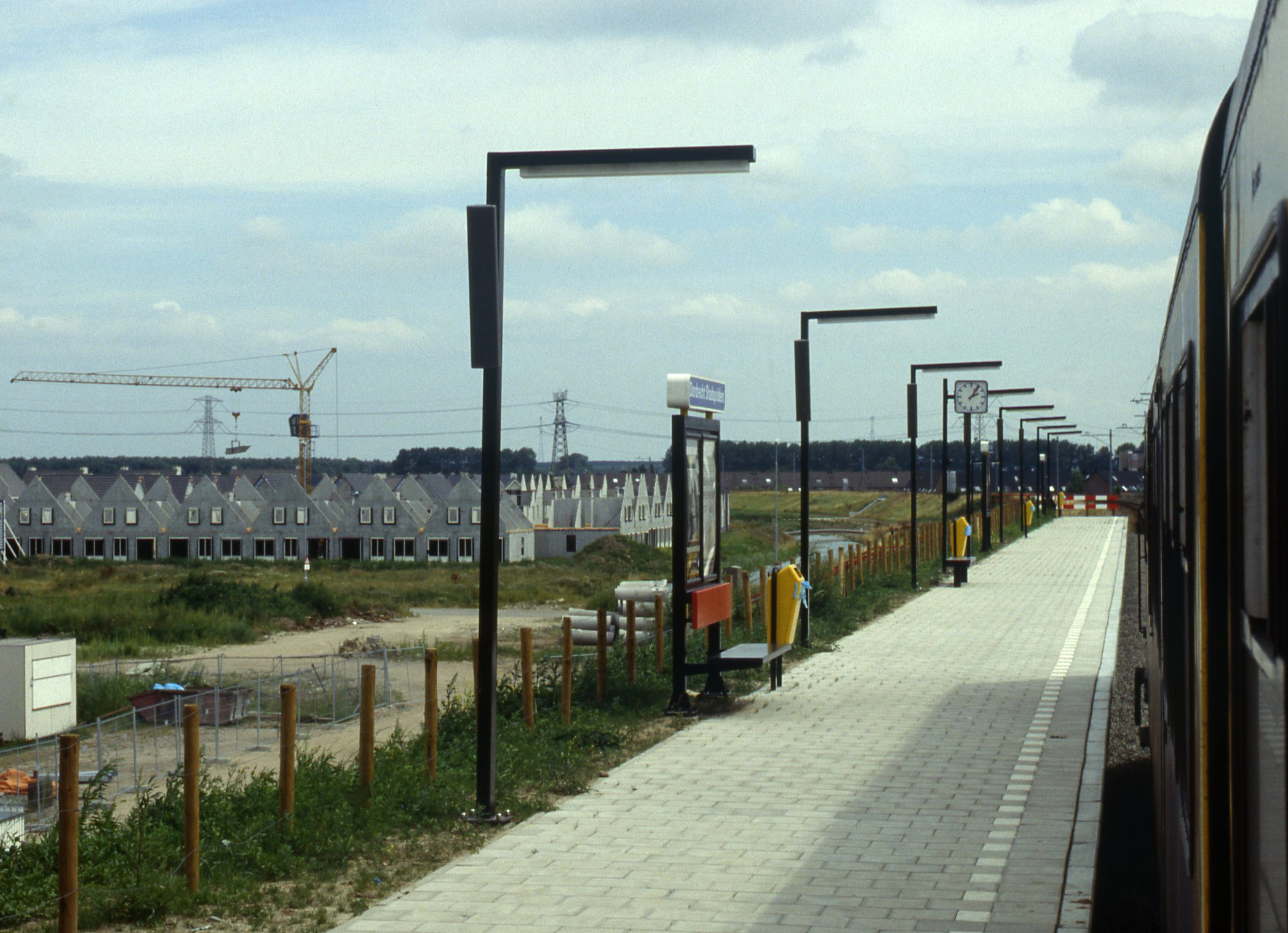
Perron in 1990
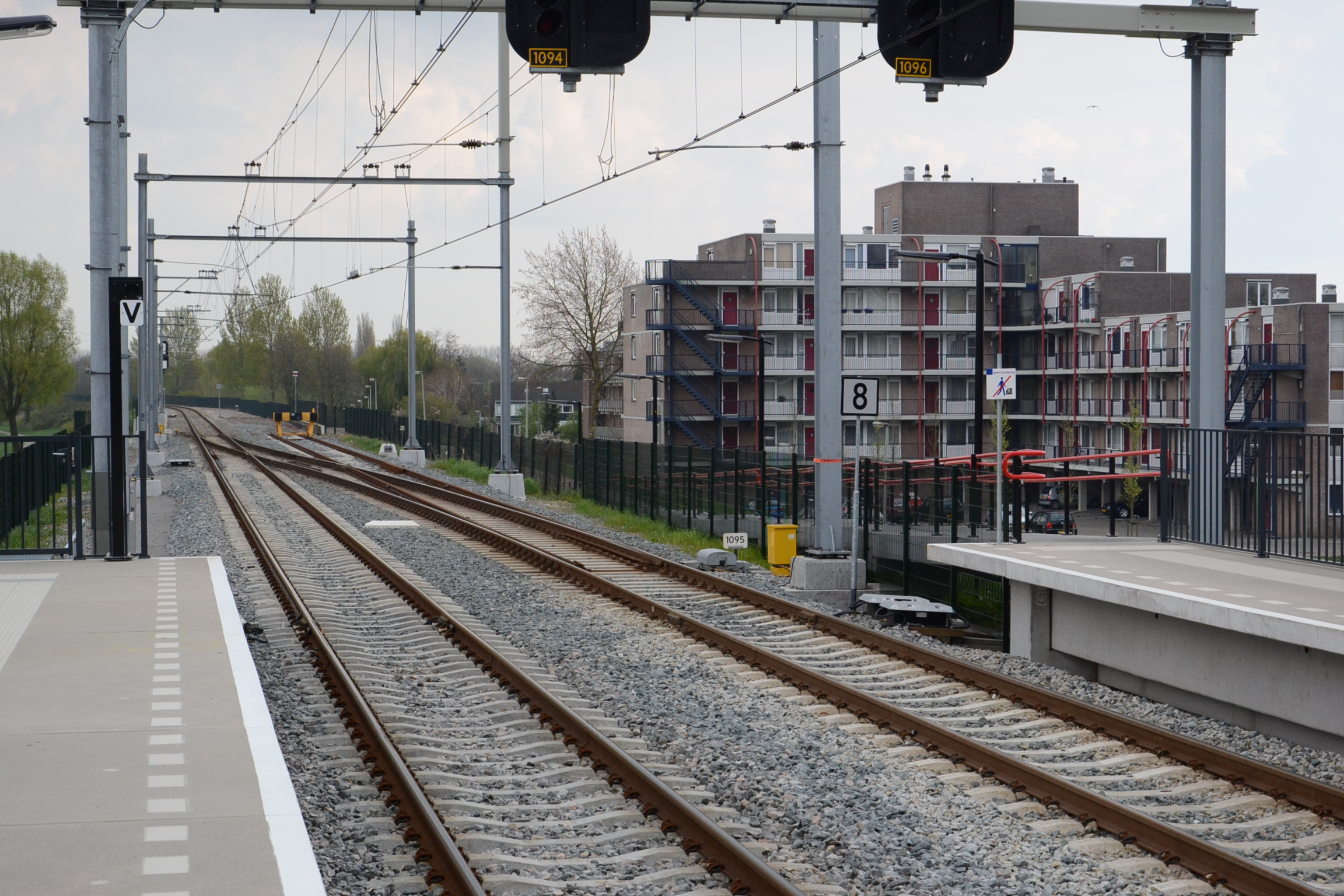
De verdubbeling van het spoor vóór het station
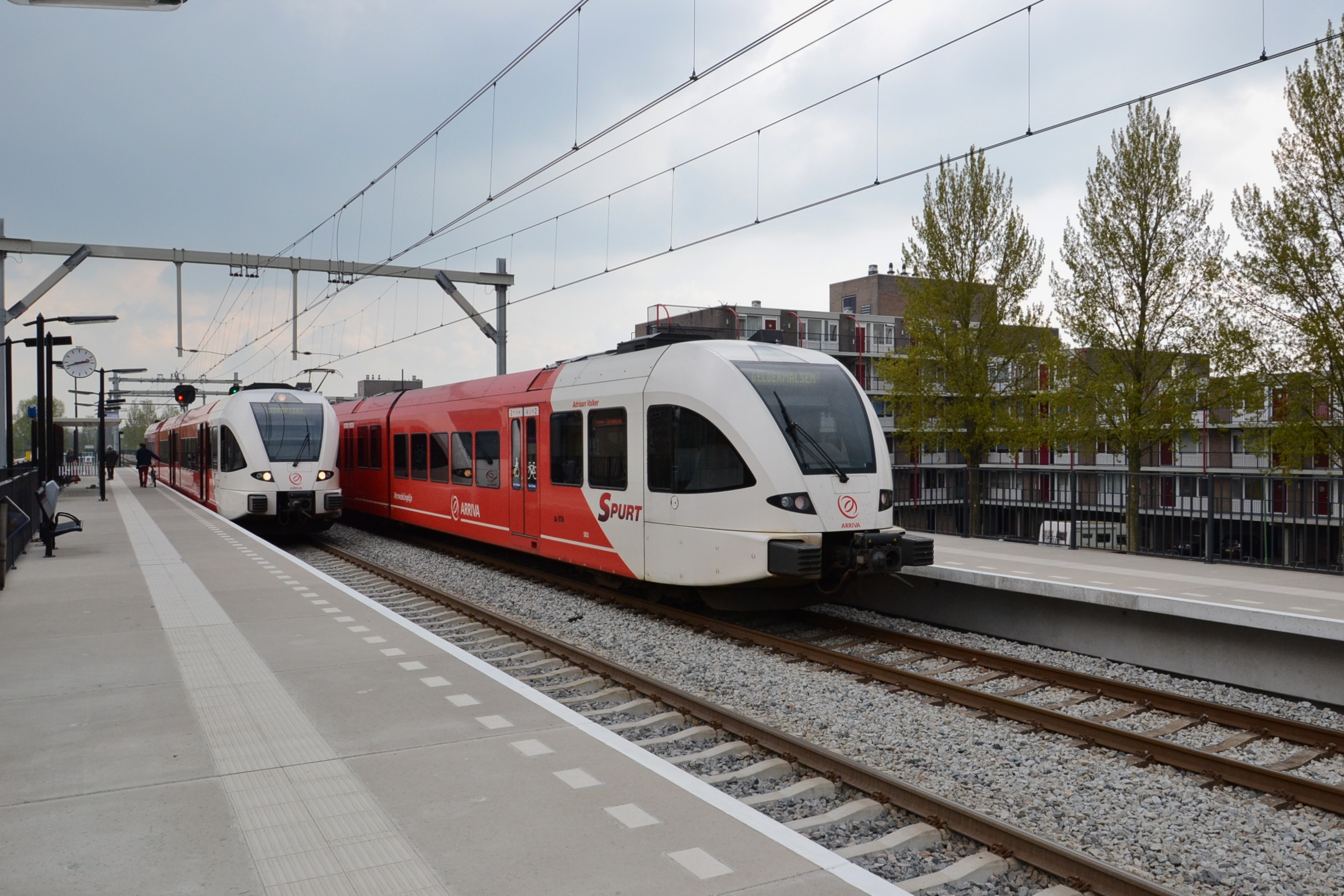
Twee treinen die gelijktijdig stoppen
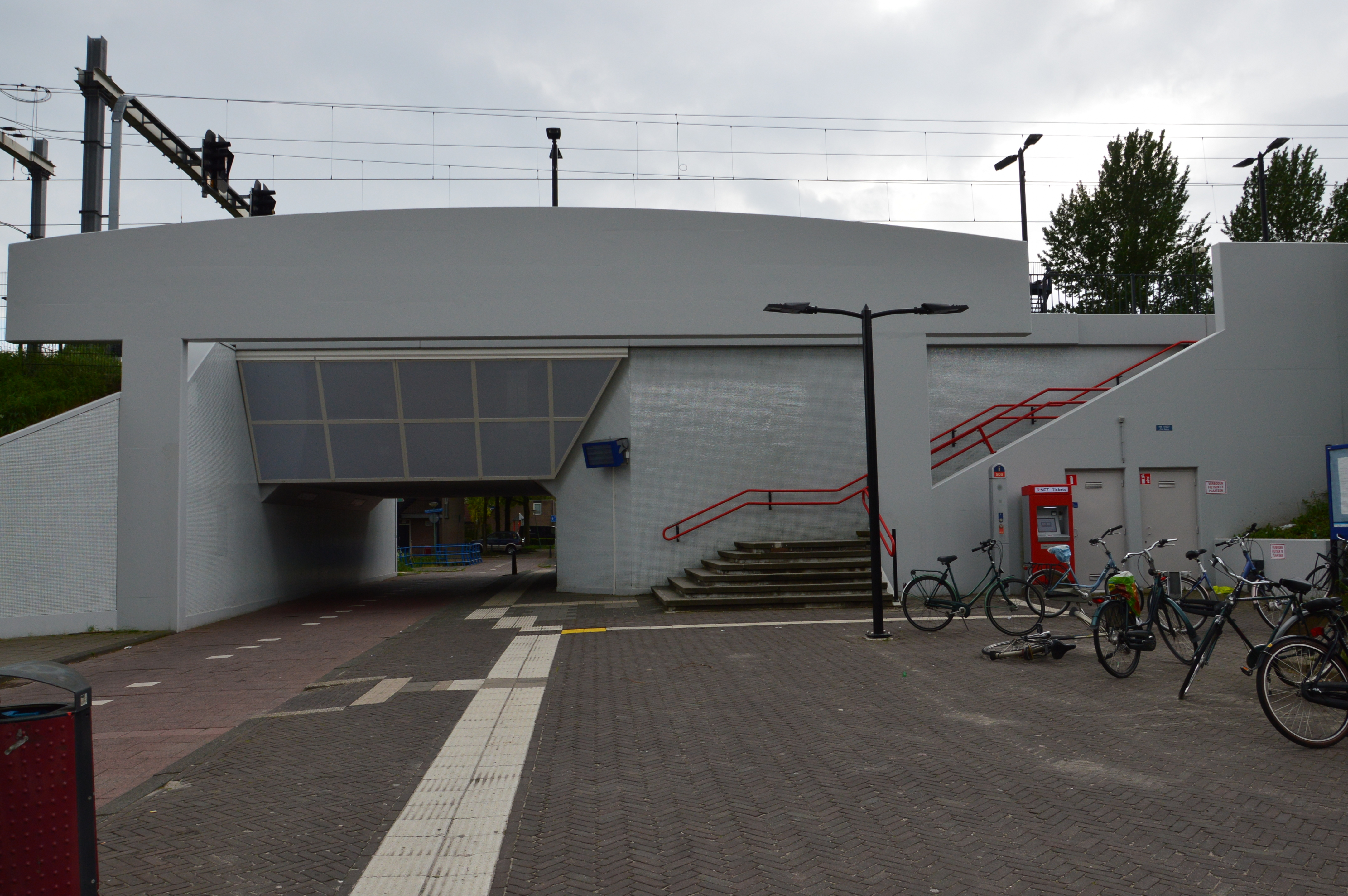
Station in 2019
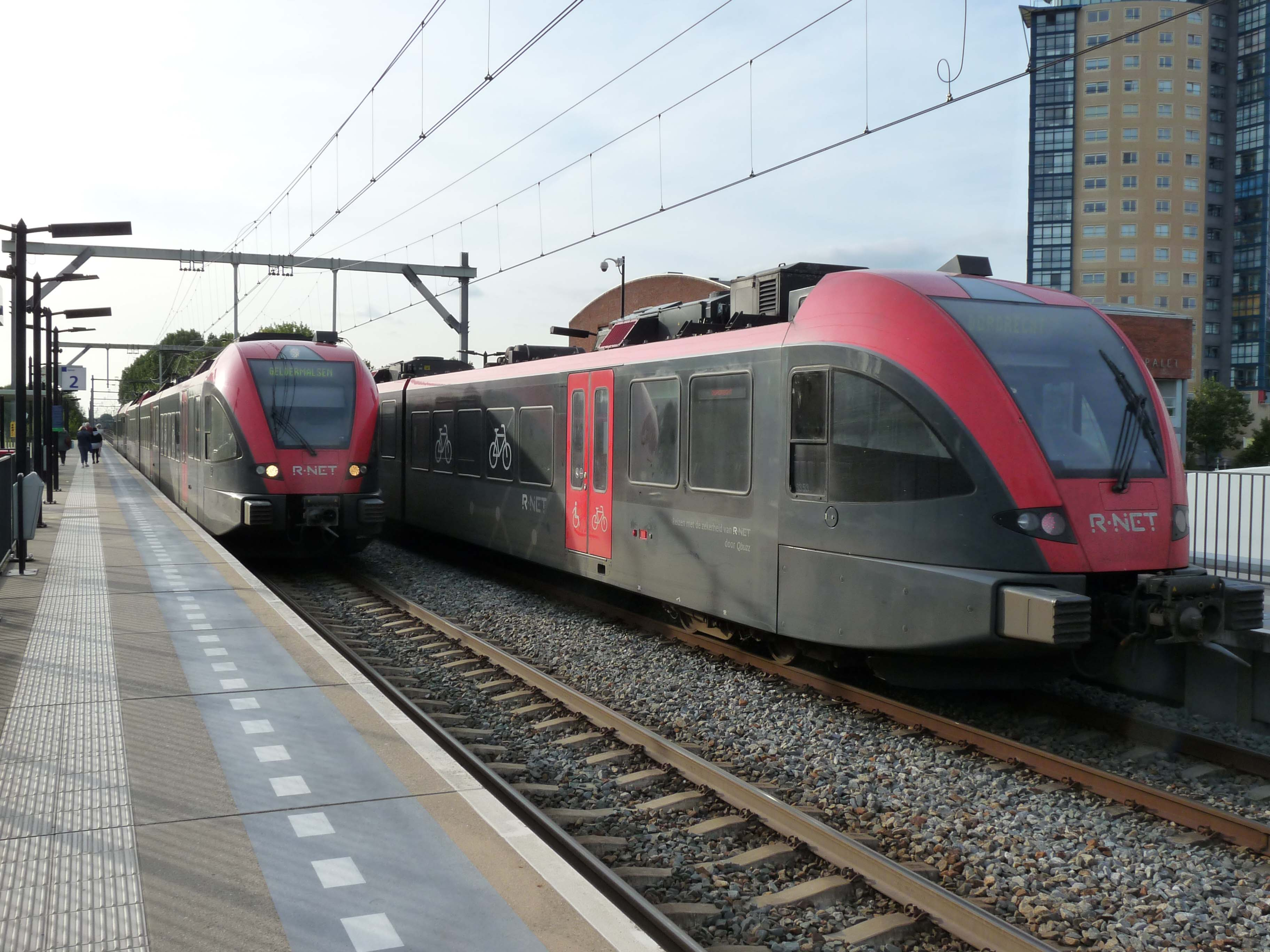
Twee GTW's op dit station

## Bediening

### Trein
Het station wordt in de dienstregeling 2025 door de volgende treinseries bediend:
| Serie | Treinsoort        | Route                                                         | Bijzonderheden                                                           |
| ----- | ----------------- | ------------------------------------------------------------- | ------------------------------------------------------------------------ |
| 7100  | Stoptrein (Qbuzz) | Dordrecht – Dordrecht Stadspolders – Gorinchem                | Rijdt onder de formule van R-net. Stopt niet in Hardinxveld Blauwe Zoom. |
| 7200  | Stoptrein (Qbuzz) | Dordrecht – Dordrecht Stadspolders – Gorinchem – Geldermalsen | Rijdt onder de formule van R-net.                                        |

### Bus
0: Elst ·
1: Vork ·
6: Valburg ·
11: Zetten-Andelst ·
15: Hemmen-Dodewaard ·
17: Opheusden ·
21: Kesteren ·
25: Schaapsteeg ·
27: Echteld ·
33: Tiel ·
35: Tiel Passewaaij ·
37: Wadenoijen ·
41: Utrechtsche Straatweg ·
45: Geldermalsen ·
51: Beesd ·
55: Rhenoy ·
58: Leerdam ·
66: Arkel ·
Gorinchem Noord ·
71: Gorinchem ·
73: Schelluinen ·
75: Giessen-Nieuwkerk ·
77: Boven Hardinxveld ·
78: Hardinxveld-Giessendam (1885) ·
79: Hardinxveld-Giessendam (1957) ·
80: Gasfabriek ·
Hardinxveld Blauwe Zoom ·
84: Sliedrecht ·
86: (Sliedrecht) Baanhoek ·
87: Sliedrecht Baanhoek ·
90: 't Visschertje ·
91: Dordrecht Stadspolders ·
94: Dordrecht
Alphen a/d Rijn ·
Arkel · 
Barendrecht · 
Bodegraven · 
Boskoop · 
-Snijdelwijk · 
Boven Hardinxveld · 
Capelle Schollevaar · 
De Vink · 
Delft · 
-Campus · 
Den Haag:
-Centraal · 
-HS ·
-Laan van NOI · 
-Mariahoeve · 
-Moerwijk · 
-Ypenburg · 
Dordrecht · 
-Stadspolders ·
-Zuid ·
Gorinchem · 
Gouda · 
-Goverwelle · 
Hardinxveld:
-Blauwe Zoom · 
-Giessendam · 
Hillegom · 
Lansingerland-Zoetermeer · 
Leiden:
-Centraal · 
-Lammenschans · 
Nieuwerkerk a/d IJssel · 
Rijswijk · 
Rotterdam:
-Alexander · 
-Blaak · 
-Centraal · 
-Lombardijen · 
-Noord · 
-Stadion · 
-Zuid · 
Sassenheim · 
Schiedam Centrum · 
Sliedrecht · 
-Baanhoek · 
Voorburg · 
Voorhout · 
Voorschoten ·
Waddinxveen · 
-Noord ·
-Triangel ·
Zoetermeer · 
-Oost · 
Zwijndrecht
Geplande stations:
Gorinchem Noord · Hazerswoude-Koudekerk · Schiedam Kethel
Voormalige stations: zie de lijst van voormalige spoorwegstations in Zuid-Holland